# Avenida La Plata (Quilmes)
La avenida La Plata es una concurrida arteria del Partido de Quilmes, en la provincia de Buenos Aires, Argentina, que se extiende desde la Avenida Lamadrid hasta la Avenida Florencio Varela, en el límite con el Partido de Berazategui. Constituye gran parte del Camino 086-01 de la provincia de Buenos Aires, junto con la Avenida Dardo Rocha del mismo partido.

## Historia
La avenida toma el nombre actual en la ordenanza municipal N°391 sancionada en el año 1929, donde también se define que su continuación al noroeste de la Avenida Lamadrid se denominaría "Dardo Rocha".
Entre las décadas de 1940 y 1960, numerosos establecimientos industriales y barrios obreros se asentaron sobre las avenidas principales del partido. Se puede citar la fábrica metalúrgica Crisoldinie, ubicada entre las calles Carlos Pellegrini y 12 de Octubre, en cuyo predio desde 1992 funciona un hipermercado Carrefour.
Junto a la Avenida Calchaquí, constituye una vía principal de conexión entre el Acceso Sudeste, en el Triángulo de Bernal, y los partidos de Florencio Varela, Quilmes y Berazategui, de modo que permitía aliviar el tránsito de las antiguas rutas nacionales 1 y 2 cuando aún no existía la Autopista Buenos Aires-La Plata, inaugurada en 1995.
En 2022 se iniciaron obras para la puesta en valor de la avenida en la localidad de Ezpeleta, en el tramo entre las avenidas Oscar Smith y Florencio Varela.

## Recorrido
Comienza en la intersección de la Ruta Provincial 49 (Avenida Lamadrid) en el cuatrifinio de las localidades de Bernal, Bernal Oeste, Quilmes y Quilmes Oeste. Se dirige hacia el sur sirviendo de límite entre estas dos últimas. En su primera mitad del recorrido, cada exactamente 4 cuadras atraviesa una avenida: República del Líbano (304), Rodolfo López (308), Carlos Pellegrini (312), 12 de Octubre (316), Felipe Amoedo (320) y Triunvirato (326). Luego también corta las avenidas Laprida (331), Gutiérrez (336), Oscar Smith y República de Francia.
En el cruce de Rodolfo López se encuentra un centro recreativo de la Unión Obreros y Empleados Plásticos (UOYEP). Sobre Carlos Pellegrini funciona el Mercado de Abasto de Quilmes, a mitad de cuadra desde la Avenida La Plata. Entre Pellegrini y 12 de Octubre está el hipermercado Carrefour.
Entre las calles San Mauro Castelverde (318) y Benito Pérez Galdós (319) funcionaba un boliche popular denominado originalmente como "Daytona", reconocible por una réplica de la Estatua de la Libertad en su entrada. Otro célebre boliche es "El Bosque", próximo a la calle Gutiérrez, que anunciaba su cierre definitivo durante la pandemia de COVID-19 en Argentina, aunque retornó a la normalidad meses más tarde.
En la intersección de Laprida, se halla la Escuela Agraria de Quilmes (E.E.S.A N°1), y a pocos metros está el Museo Histórico del Transporte.
El cruce con la avenida Oscar Smith es una rotonda que enlaza también con la calle Martín Rodríguez. A partir de este punto, la avenida La Plata sirve de límite entre Ezpeleta y Ezpeleta Oeste, y continúa como avenida de calzada doble hasta la Avenida Florencio Varela. Sigue su recorrido en el partido de Berazategui como Avenida Dardo Rocha, la cual se extiende hasta el Camino General Belgrano en Sourigues.

## Estaciones de servicio

### Mano hacia el norte
- Esquina Lamadrid: Gulf (GNC)
- Esquina Carlos Pellegrini: Shell, Puma (en el predio del hipermercado Carrefour)

### Mano hacia el sur
- Esquina 12 de Octubre: YPF y Axion
- Esquina Gutiérrez: Shell

## Transporte público
Existen 4 líneas de colectivo que circulan por esta avenida, las cuales son:
- Línea 148: únicamente circula el Ramal B, que conecta Plaza Constitución con el barrio El Jalón.[12]
- Línea 159: Ramal L Roja que parte desde el Centro Cultural Kirchner.[13]
- Línea 324: ramales 9 y 16, que conectan el Parque Comercial de Avellaneda (Walmart) con la localidad de Bosques, y Don Bosco con La Carolina, respectivamente.[14]
- Línea 580: Cementerio de Ezpeleta - Barrio El Jalón.[15]

| Cruce         | 148   | 159   | 324 - 9 | 324 - 16 | 580   |
| ------------- | ----- | ----- | ------- | -------- | ----- |
| Lamadrid      | Sí    | Sí    | No      | No       | No    |
| Líbano        | Sí    | Sí    | No      | No       | No    |
| R. López      | 200 m | Sí    | No      | No       | No    |
| Pellegrini    | 200 m | Sí    | No      | No       | No    |
| 12 de Octubre | 200 m | Sí    | No      | No       | 200 m |
| Amoedo        | 200 m | Sí    | No      | No       | Sí    |
| Triunvirato   | Sí    | Sí    | Sí      | No       | Sí    |
| Laprida       | Sí    | Sí    | Sí      | Sí       | Sí    |
| Gutiérrez     | Sí    | Sí    | Sí      | Sí       | 100 m |
| Oscar Smith   | No    | 100 m | No      | No       | No    |
| F. Varela     | No    | Sí    | No      | No       | No    |